# Benedetta follia
Benedetta follia è un film del 2018 diretto ed interpretato da Carlo Verdone.

## Trama
Guglielmo e Lidia sono sposati da venticinque anni; proprio il giorno del loro anniversario, Lidia confessa al marito di tradirlo da un anno con la sua commessa. Avendo perso quest'ultima ma soprattutto sua moglie, l'uomo offre il posto di lavoro a Luna, ragazza romana con problemi di denaro. Dopo un inizio problematico, Guglielmo e Luna riescono ad entrare in sintonia, sia al lavoro che nella vita privata, al punto che lei lo aiuta a cercare una nuova compagna.
I vari appuntamenti di Guglielmo si rivelano tutti un fiasco, ma una sera dopo essere stato drogato da un’amica di Luna viene portato al pronto soccorso dove conosce Ornella e se ne invaghisce; faticosamente dopo alcuni equivoci Guglielmo riesce a uscire con Ornella, ma la pianta in asso durante la cena perché Lidia gli vuole parlare. 
Guglielmo, che nel frattempo si era offerto di pagare per conto di Luna 10 mila euro a degli strozzini, che pretendono da lei la cifra che avevano prestato al suo ex, ormai scomparso, per far ingelosire Lidia chiede a Luna di inscenare una piccola commedia, che finisce per avere l’effetto contrario a causa dell’atteggiamento volgare di Luna, offesa per la richiesta e per il comportamento del suo principale nei confronti di Ornella. Guglielmo licenzia Luna, che dunque va a esibirsi nel locale degli strozzini per sanare il debito.
Guglielmo si chiarisce con Lidia e finalmente accetta la nuova situazione ma sente la mancanza di Luna e della stessa Ornella, che lo ha bloccato sui social. Resosi conto che è il compleanno della ragazza, irrompe nel locale ed interrompe la sua esibizione offrendo di pagare i 10 mila euro, cosa che fa in parte in contanti ed il resto con un crocefisso d’oro e con la sua affezionata moto, rimediando però anche un colpo basso nella discussione.
Dopo essersi sentito male Guglielmo si sveglia la mattina dopo trovandosi Ornella, scoprendo che è la madre di Luna. Ornella prima gli tira un bicchiere d’acqua in faccia per la storia della cena ma poi lo bacia per averla salvata dagli strozzini, cosa di cui non era al corrente. Il film termina così col fidanzamento di Guglielmo e Ornella mentre anche Luna trova l’amore con una guardia che aveva conosciuto in precedenza e che la corteggiava mandandole continuamente cuori di cioccolata.

## Produzione
Il film è stato girato a Roma, Ostia e Sperlonga; le riprese sono iniziate il 17 luglio 2017 e si sono concluse il 22 settembre seguente, per un totale di nove settimane di lavorazione.

## Promozione
Il primo trailer del film viene diffuso l'11 dicembre 2017.

## Distribuzione
La pellicola è stata distribuita nelle sale cinematografiche italiane a partire dall'11 gennaio 2018.

## Accoglienza

### Incassi
Il film debutta al primo posto al botteghino italiano, incassando 3,5 milioni di euro nel primo weekend di programmazione. A fine corsa, la pellicola ha incassato 8,4 milioni di euro.

## Riconoscimenti
- 2018 - Globo d'oro[6]
  - Candidatura per la miglior commedia
- 2018 - Nastro d'argento[7]
  - Candidatura per la migliore commedia
  - Candidatura per il miglior attore in una commedia a Carlo Verdone
  - Candidatura per il miglior attrice in una commedia a Ilenia Pastorelli
  - Candidatura per la migliore canzone originale per Durango Blues
- 2018 - Premio Flaiano[8]
  - Miglior sceneggiatura a Nicola Guaglianone
- 2018 - Premio Kinéo[9]
  - Miglior regia a Carlo Verdone
  - Migliore attrice protagonista a Ilenia Pastorelli